# Cylindromyia flavibasis
Cylindromyia flavibasis är en tvåvingeart som först beskrevs av Villeneuve 1916.  Cylindromyia flavibasis ingår i släktet Cylindromyia och familjen parasitflugor. Inga underarter finns listade i Catalogue of Life.